# Marian Zdrzałka
Marian Zdrzałka (ur. 4 października 1931 w Przemyślanach, zm. 13 września 1988 w Krakowie) – generał brygady Wojska Polskiego.

## Wykształcenie wojskowe
- 1948–1951 Oficerska Szkoła Piechoty nr 1 we Wrocławiu
- 1955–1958 Akademia Sztabu Generalnego w Warszawie
- 1971–1973 Wojskowa Akademia Sztabu Generalnego Sił Zbrojnych ZSRR im. K.J. Woroszyłowa

## Młodość
Marian Zdrzałka urodził się 4 października 1931 roku w miejscowości Przemyślany w województwie lwowskim II Rzeczpospolitej. Ojciec Mariana, Franciszek pracował jako robotnik, matka Antonina zajmowała się gospodarstwem domowym. Za pieniądze otrzymane ze sprzedaży ziemi ojciec otworzył sklep, który stał się głównym źródłem utrzymania rodziny w okresie międzywojennym. 
Kresy Wschodnie II RP stały się we wrześniu 1939 r. celem agresji ZSRS, w wyniku czego Przemyślany zostały włączone do Ukraińskiej SRS i znalazły się pod administracją sowiecką. Marian Zdrzałka rozpoczął naukę w szkole i 1941 r. ukończył 2 klasy szkoły powszechnej w Przemyślanach. Jego dalszą edukację przerwał atak III Rzeszy na ZSRS latem 1941 r. Następnie jego ojciec został wywieziony na przymusowe roboty do Niemiec, gdzie również w 1944 roku wywieziony został sam Marian, który następnie pracował w Dreźnie jako pomocnik piekarza. Do kraju powrócił w 1945 r. i wraz z rodziną osiedlił się w Opolu na tzw. ziemiach odzyskanych. W tym mieście w latach 1945-1947 uzupełnił wykształcenie z zakresu szkoły podstawowej.
W 1947 r. przeprowadził się do Gliwic, gdzie rozpoczął naukę w Szkole Przysposobienia Przemysłowego, którą następnie ukończył z wynikiem bardzo dobrym w 1948 r.

## Służba wojskowa
W 1948 r. rozpoczął karierę wojskową wstępując do Oficerskiej Szkoły Piechoty nr 1 we Wrocławiu, którą ukończył w 1951 r. 
Pierwsze stanowisko służbowe objął w Oficerskiej Szkole Piechoty nr 3 w Elblągu gdzie został dowódcą plutonu szkolnego. W tym samym czasie poznał swoją przyszłą żonę Annę Jaworską, z którą w dniu 9 lutego 1952 r. zawarł związek małżeński.
W 1955 r., w drodze wyróżnienia, został skierowany jako słuchacz do Akademii Sztabu Generalnego w Warszawie, które ukończył w 1959 r. zaliczając kurs maturalny. 
Kolejne 4 lata spędził w 12 Dywizji Zmechanizowanej, zajmując różne stanowiska służbowe, pełniąc obowiązki m.in. dowódcy batalionu szkolnego 9 Zaodrzańskiego Pułku Zmechanizowanego.
Od 1963 r. dowódca 16 Kołobrzeskiego Batalionu Powietrznodesantowego 6 Pomorskiej Dywizji Powietrznodesantowej (6 DPD). Potem zajmował stanowiska w sztabach 3 Dywizji Zmechanizowanej i 1 Warszawskiej Dywizji Zmechanizowanej. Następnie wraca do 6 DPD, gdzie zajmuje stanowiska szefa sztabu, a potem zastępcy dowódcy dywizji do spraw liniowych. W 1973 r., po ukończeniu studiów w ASG SZ ZSRR, zostaje dowódcą 6 DPD pełniąc tę funkcję przez 10 lat.
Ponad 10-letnie dowodzenie przez generała elitarną dywizją powietrznodesantową można nazwać "nową epoką" w jej dziejach. Do najwyższej rangi urosło szkolenie i jego dynamika.
12 października 1981 r. awansowany na generała brygady.
W 1983 r. został komendantem Wyższej Szkoły Oficerskiej Wojsk Zmechanizowanych im. Tadeusza Kościuszki we Wrocławiu a cztery lata później w 1987 r. objął stanowisko Szefa Wojewódzkiego Sztabu Wojskowego w Krakowie.
Zmarł nagle 13 września 1988 roku w Krakowie. Pochowany 20 września 1988 r. na Cmentarzu Rakowickim w Krakowie, w części wojskowej (pas E, rząd: III, miejsce 5a). W uroczystościach pogrzebowych wzięła udział delegacja z dowódcą Warszawskiego Okręgu Wojskowego gen. dyw. Janem Kuriatą na czele. W imieniu żołnierzy WP zmarłego pożegnał gen. bryg. Jerzy Jarosz.

## Awanse
W trakcie 40-letniej służby w ludowym Wojsku Polskim otrzymywał awanse na kolejne stopnie wojskowe:
- podporucznik - 1951
- porucznik - 1953
- kapitan - 1956
- major - 1961
- podpułkownik - 1965
- pułkownik - 1969
- generał brygady - 1981

## Życie prywatne
Był synem Franciszka i Antoniny z domu Maćkowskiej. Mieszkał w Krakowie. Od 1952 żonaty z Anną Kowalczyk z domu Jaworską. Małżeństwo miało córkę.

## Odznaczenia
- Krzyż Oficerski Orderu Odrodzenia Polski (1980)
- Krzyż Kawalerski Orderu Odrodzenia Polski (1973)
- Złoty Krzyż Zasługi (1966)
- Medal 30-lecia Polski Ludowej
- Medal 40-lecia Polski Ludowej
- Złoty Medal „Siły Zbrojne w Służbie Ojczyzny” (1971)
- Srebrny Medal „Siły Zbrojne w Służbie Ojczyzny”
- Brązowy Medal „Siły Zbrojne w Służbie Ojczyzny”
- Złoty Medal „Za Zasługi dla Obronności Kraju” (1974)
- Srebrny Medal „Za Zasługi dla Obronności Kraju”
- Brązowy Medal „Za Zasługi dla Obronności Kraju”
- Medal Za umacnianie braterstwa broni (Czechosłowacja)
- Medal 30 lat Rewolucyjnych Sił Zbrojnych Kuby (Kuba)

Decyzją Nr 63/MON Ministra Obrony Narodowej z 19.04.1999 r., imię Generała nadano 16 Batalionowi Powietrznodesantowemu 6 BPD.